# Paditruppattu
| Sangam-Literatur |
| --- |
| Ettuttogai („acht Anthologien“) |
| - Natrinai - Kurundogai - Aingurunuru - Paditruppattu - Paripadal - Kalittogai - Agananuru - Purananuru                                                                             |
| Pattuppattu („zehn Gesänge“) |
| - Tirumurugatruppadai - Porunaratruppadai - Sirupanatruppadai - Perumbanatruppadai - Mullaippattu - Maduraikkanchi - Nedunalvadai - Kurinchippattu - Pattinappalai - Malaipadukadam |

Das Paditruppattu (Tamil: பதிற்றுப்பத்து Patiṟṟuppattu [ˈpad̪itːrɯpːat̪ːɯ] „zehn[mal] zehn [Gedichte]“) ist ein Werk der alttamilischen Sangam-Literatur. Es handelt sich um eine Anthologie von ursprünglich 100 Gedichten aus dem Genre der Heldendichtung, von denen 80 erhalten sind. Innerhalb der Sangam-Literatur gehört es zur Gruppe der „acht Anthologien“ (Ettuttogai).

## Formale Aspekte
Von den zwei Genres der Sangam-Literatur (Liebes- und Heldendichtung) vertritt das Paditruppattu das Genre der Heldendichtung (puram). Es enthielt ursprünglich 100 Gedichte, die in zehn Dekaden (Gruppen von zehn Gedichten) angeordnet waren. Die erste und letzte Dekade sind aber nicht erhalten. Jede Dekade wird einem einzelnen Dichter zugeschrieben, namentlich Kummattur Kannanar, Palai Kautamanar, Kappiyatru Kappiyanar, Paranar, Kakkaipadiniyar Nachellaiyar, Kabilar, Arisil Kilar und Perungundrur Kilar. Die Gedichte sind, wie der Großteil des Sangam-Korpus, im Agaval-Versmaß verfasst und haben eine Länge von 5 bis 57 Zeilen. Zum Paditruppattu existiert ein anonymer alter Kommentar.

## Inhalt
Im Paditruppattu werden die Könige der Chera-Dynastie besungen. Jede Dekade dient dem Lobpreis eines einzelnen namentlich erwähnten Herrschers. Anhand der Angaben im Paditruppattu lässt sich teilweise eine Genealogie der frühen Chera-Herrscher aufstellen, was den Text zu einer wichtigen historischen Quelle macht. Anhand externer Hinweise werden die Herrscher auf das 2. und 3. Jahrhundert angesetzt.

## Datierung
Die Gedichte des Paditruppattu dürften etwas jüngeren Datums sein als die Gedichte der anderen Helden-Anthologie Purananuru, die zur ältesten Schicht der Sangam-Literatur gehört. Ein Hinweis darauf ist die Tatsache, dass die Gedichte des Paditruppattu nicht als Einzelgedichte, sondern als Dekaden verfasst worden sind. Die absolute Chronologie der Texte ist nicht sicher, doch wird für die Gedichte des Paditruppattu ein Entstehungszeitraum im 4. Jahrhundert n. Chr. vorgeschlagen. Einige Jahrhunderte nach ihrer Entstehung wurden die ursprünglich mündlich überlieferten Einzelgedichte zu einer Anthologie zusammengefasst.